# Kanzel (Corps-Nuds)

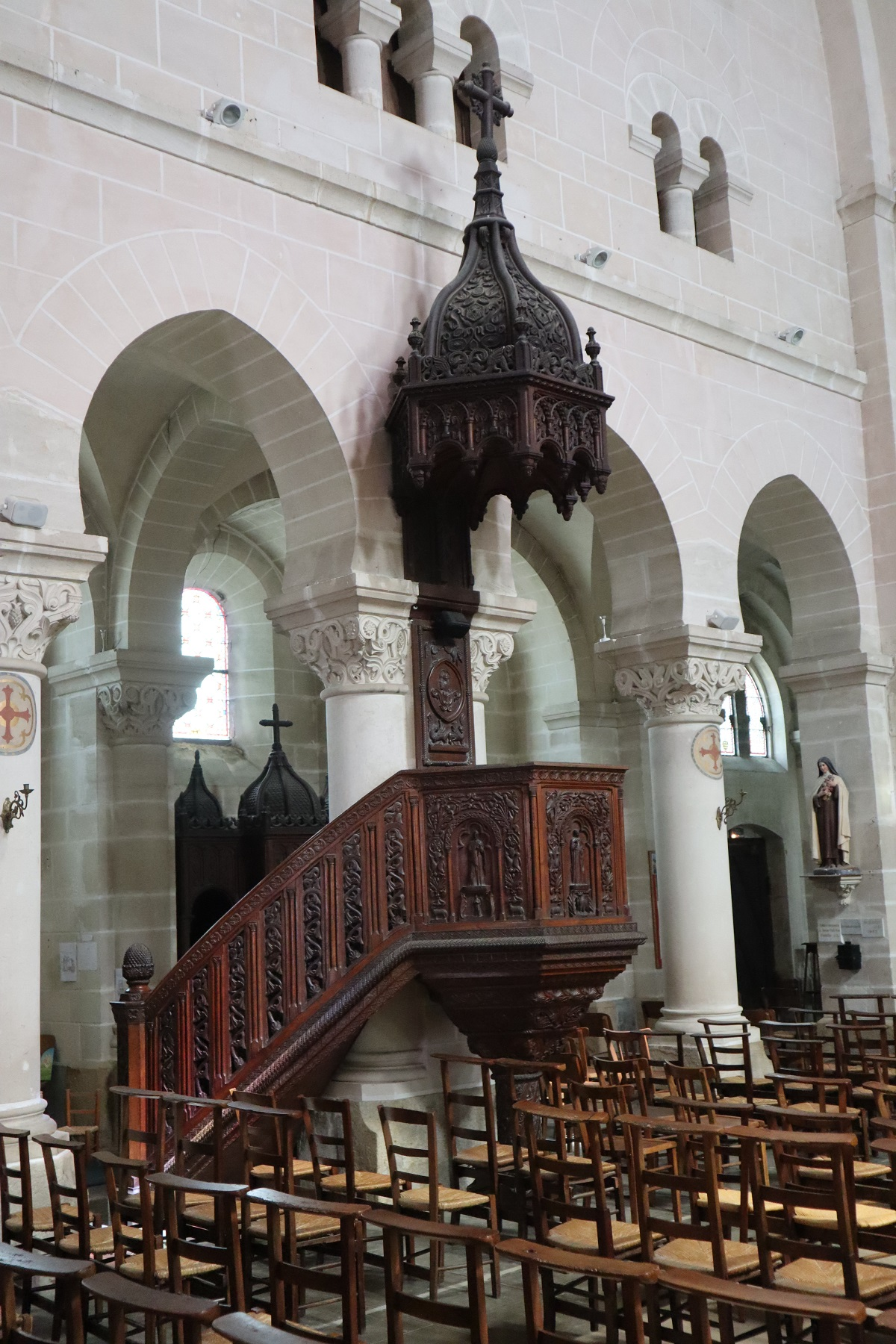
Kanzel in der Kirche St-Maximilian Kolbe in Corps-Nuds

Die Kanzel in der katholischen Kirche St-Maximilian Kolbe (bis 2011: St-Pierre) in Corps-Nuds, einer französischen Gemeinde im Département Ille-et-Vilaine in der Region Bretagne, wurde Ende des 19. Jahrhunderts geschaffen.
Die Kanzel im Stil der Neugotik wurde von den Kunsttischlern Pierre Lemesle und Arsène Dauphin aus Eichenholz geschnitzt. Sie besitzt einen Schalldeckel, der an Zwiebeltürme erinnert und von einem Kreuz bekrönt wird.
Der Kanzelkorb ist mit der Darstellung der vier Evangelisten und ihren Symbolen versehen. Er wird von einer runden Stütze getragen.
Die hölzerne Treppe ist ebenso wie alle Flächen der Kanzel mit Schnitzereien verziert.

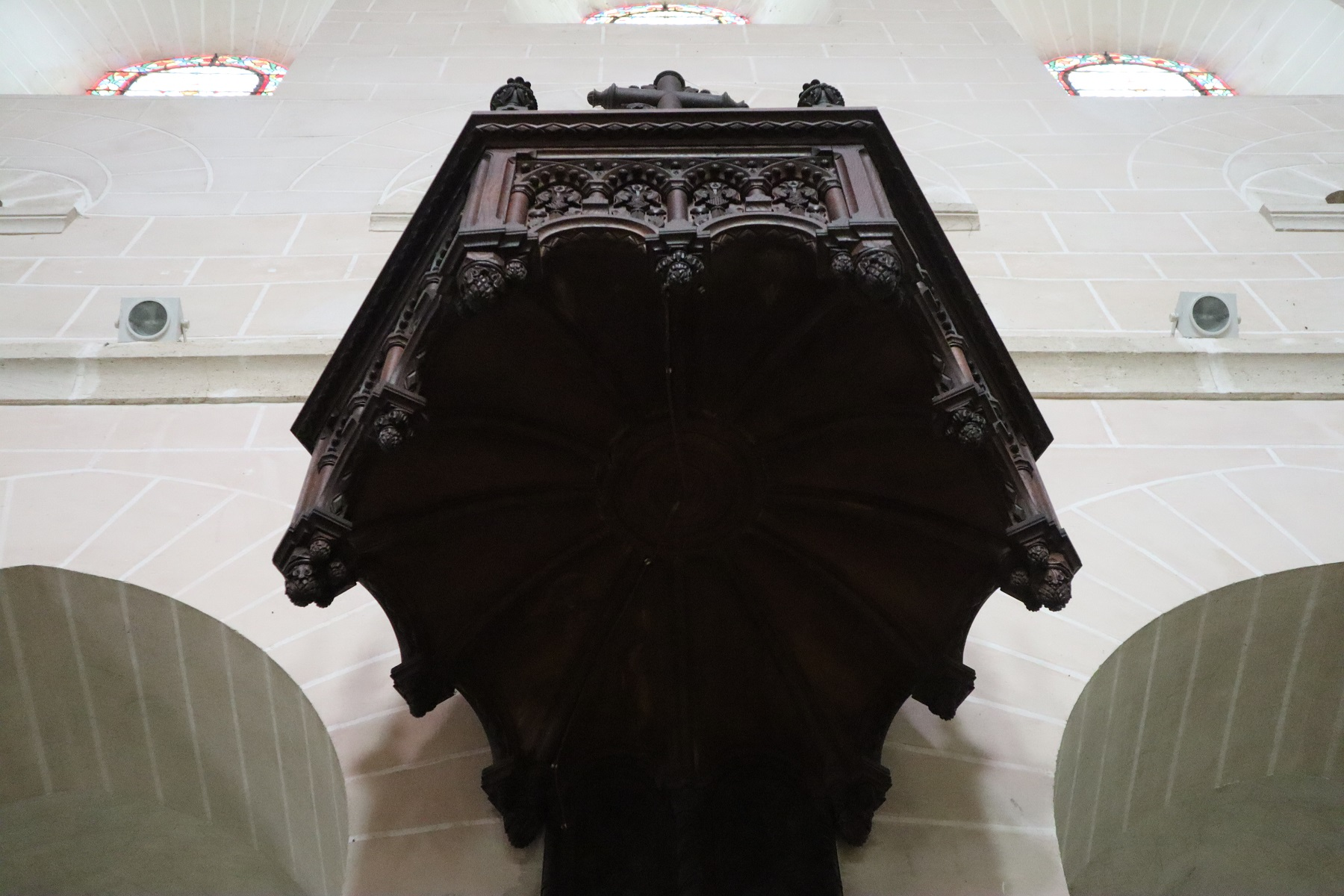
Schalldeckel
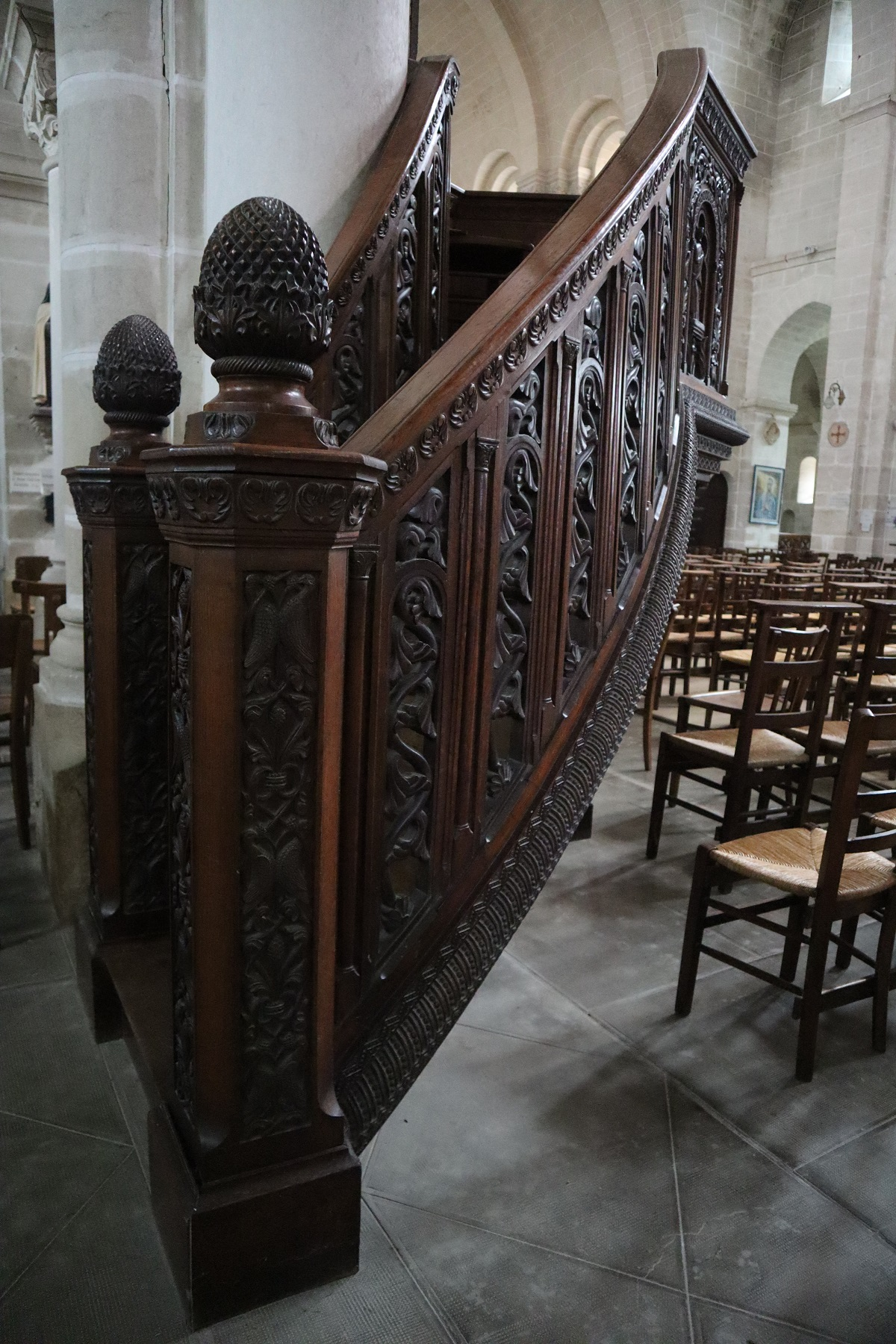
Treppe
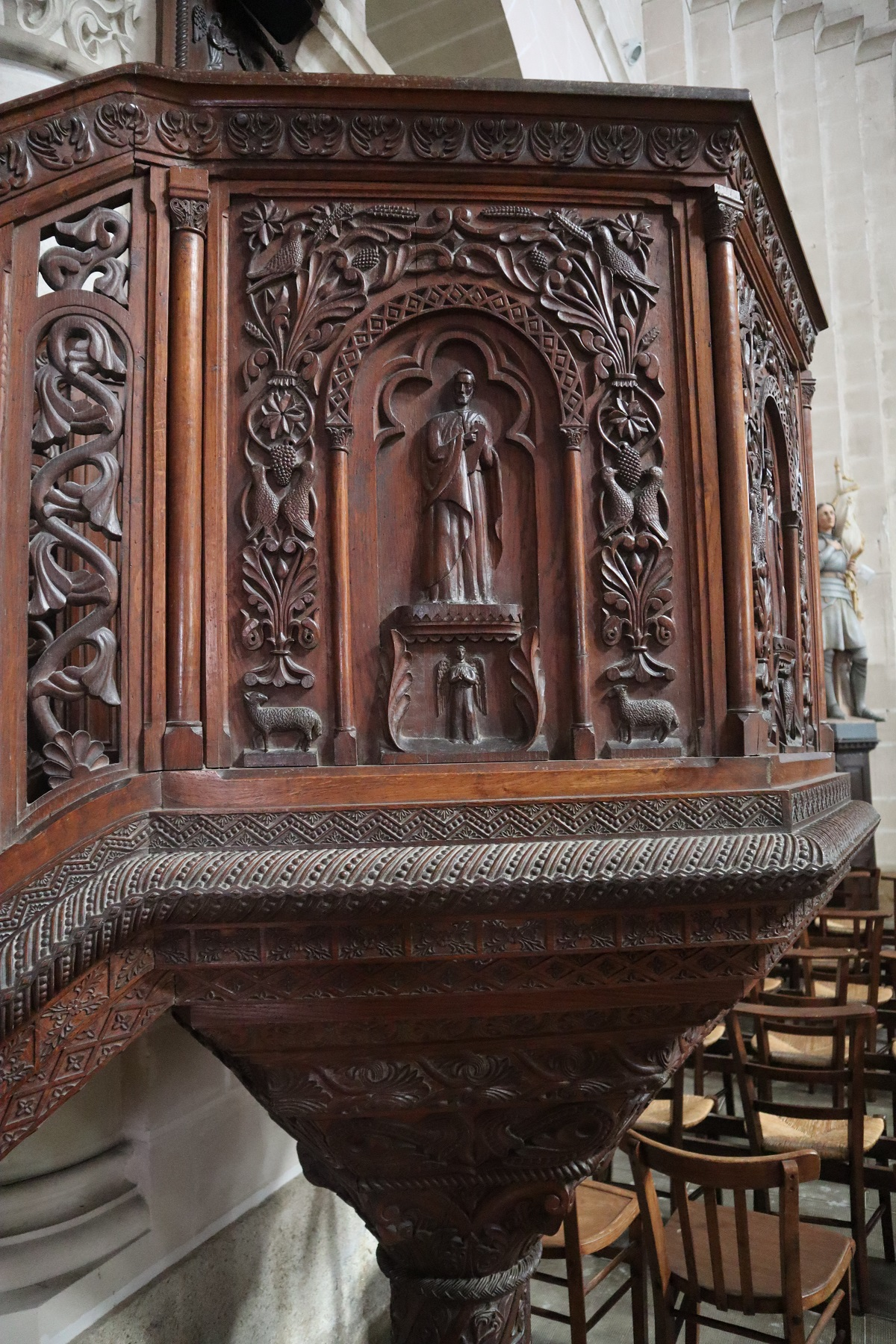
Evangelist Matthäus mit einer menschlichen Gestalt
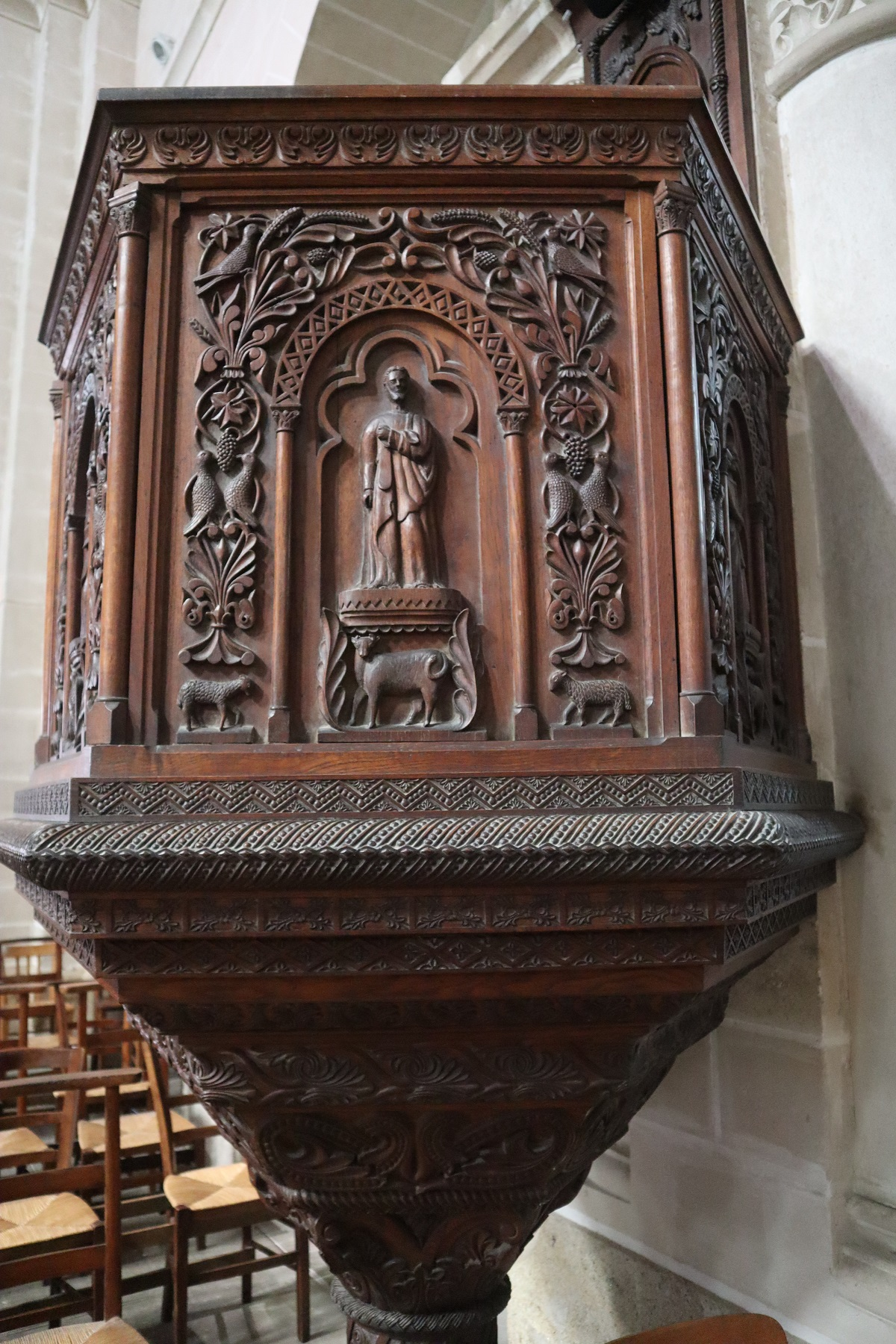
Evangelist Lukas mit Stier